# Bernd Müller (Fußballspieler, 1963)
Bernd Müller (* 25. April 1963) ist ein ehemaliger deutscher Fußballtrainer und -spieler.

## Karriere
Über den TSV Roth, den TSV 04 Schwabach, die Amateure des 1. FC Nürnberg und des FC Bayern München kam Bernd Müller 1989 zum Zweitliganeuling SpVgg Unterhaching. Nach zehn Toren in 32 Punktspielen, die seine einzigen im Profifußball bleiben sollten, stieg er mit seinem Verein in die Bayernliga ab. Nach einem Jahr wechselte er 1991 zum Ligakonkurrenten SpVgg Fürth. Hier war er von Anfang an Torjäger und qualifizierte sich 1994 mit seinem Verein für die wiedereingeführte, nun drittklassige, Regionalliga Süd. 1994/95 trug er mit 17 Toren zum dritten Platz der Fürther bei. In den folgenden zwei Spielzeiten ließ die Anzahl seiner Tore jedoch etwas nach. In seiner letzten Saison für die SpVgg Greuther Fürth, wie der Verein sich seit dem 1. Juli 1996 nannte, stieg er in die 2. Bundesliga auf, wobei er meist nur als Joker eine Rolle spielte. Für die SpVgg Unterhaching und die SpVgg (Greuther) Fürth bestritt er insgesamt sechs Spiele im DFB-Pokal-Wettbewerb.
1997 kehrte er nach Schwabach zurück, um für seinen ehemaligen – zwischenzeitlich in SC 04 Schwabach umbenannten und der Staffel Mitte der Landesliga Bayern angehörigen – Jugendverein zu spielen. Mit diesem stieg er 1998 in die Oberliga Bayern auf und seine Torjägerqualitäten kamen wieder zur Geltung; elfmal in 28 Punktspielen. Ab 1999 waren die FCN-Amateure, damaliger Ligakonkurrent des SC 04 Schwabach, seine nächste Station. Nach zwölf Toren 1999/2000, darunter fünf am 26. Spieltag beim 7:0-Sieg über den 1. FC Passau, verließ er die Nürnberger, um als Spielertrainer beim TSV Roth, für den er schon zu Anfang seiner Karriere gespielt hatte, zu fungieren. Es folgte eine weitere Anstellung als Spielertrainer beim ESV Ansbach-Eyb und als Trainer beim TV 21 Büchenbach und SV Rednitzhembach, bei dem er von Februar 2009 bis Juni 2011 unter Vertrag stand.

## Sonstiges
Bernd Müller ist der Sohn des ehemaligen Fußballprofis Heini Müller und Vater des Fußballprofis Jim-Patrick Müller.